# Ratiboř (Slezské vojvodství)

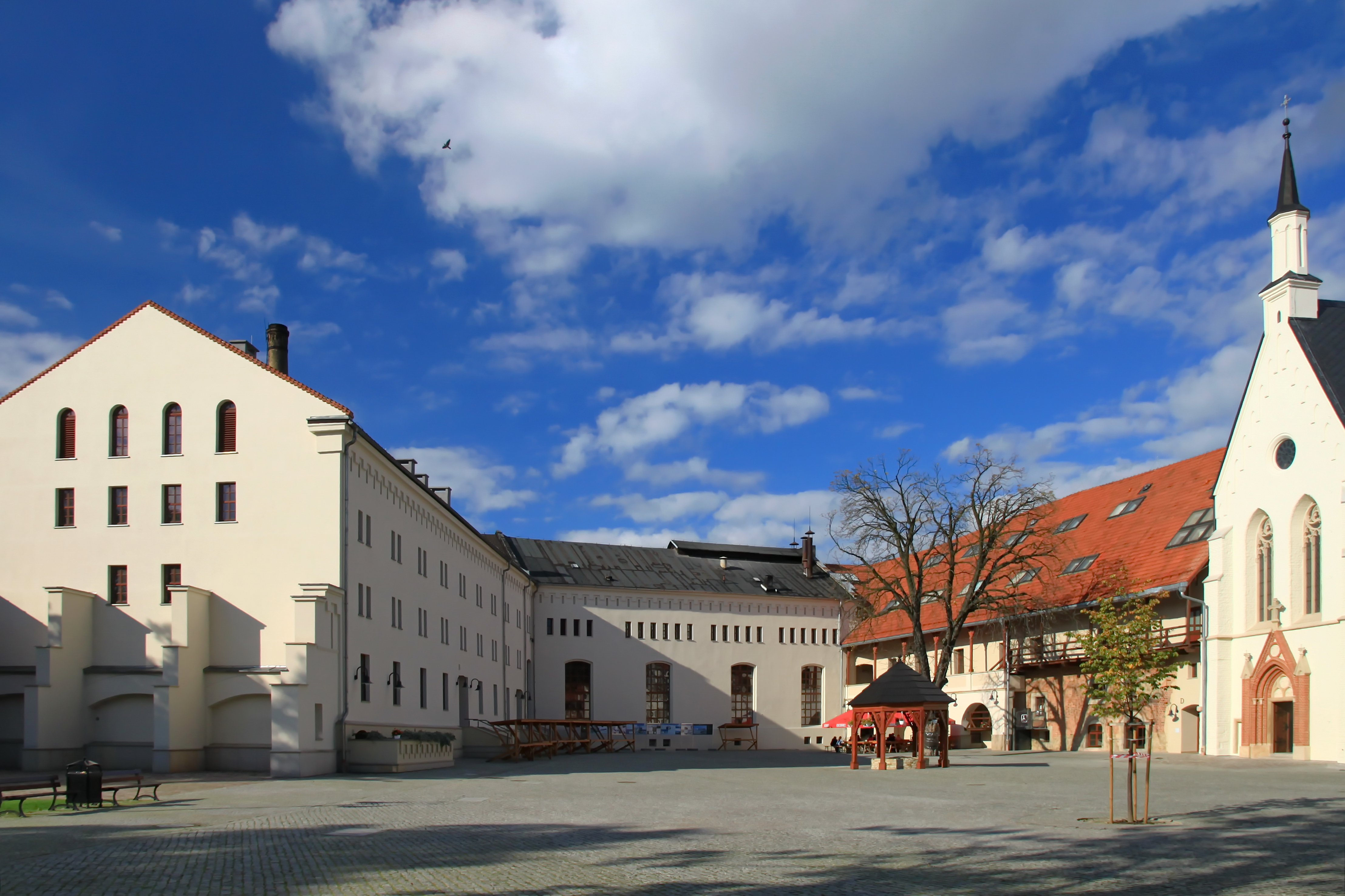
Zámecké nádvoří – vlevo pivovar, vpravo kaple sv. Tomáše

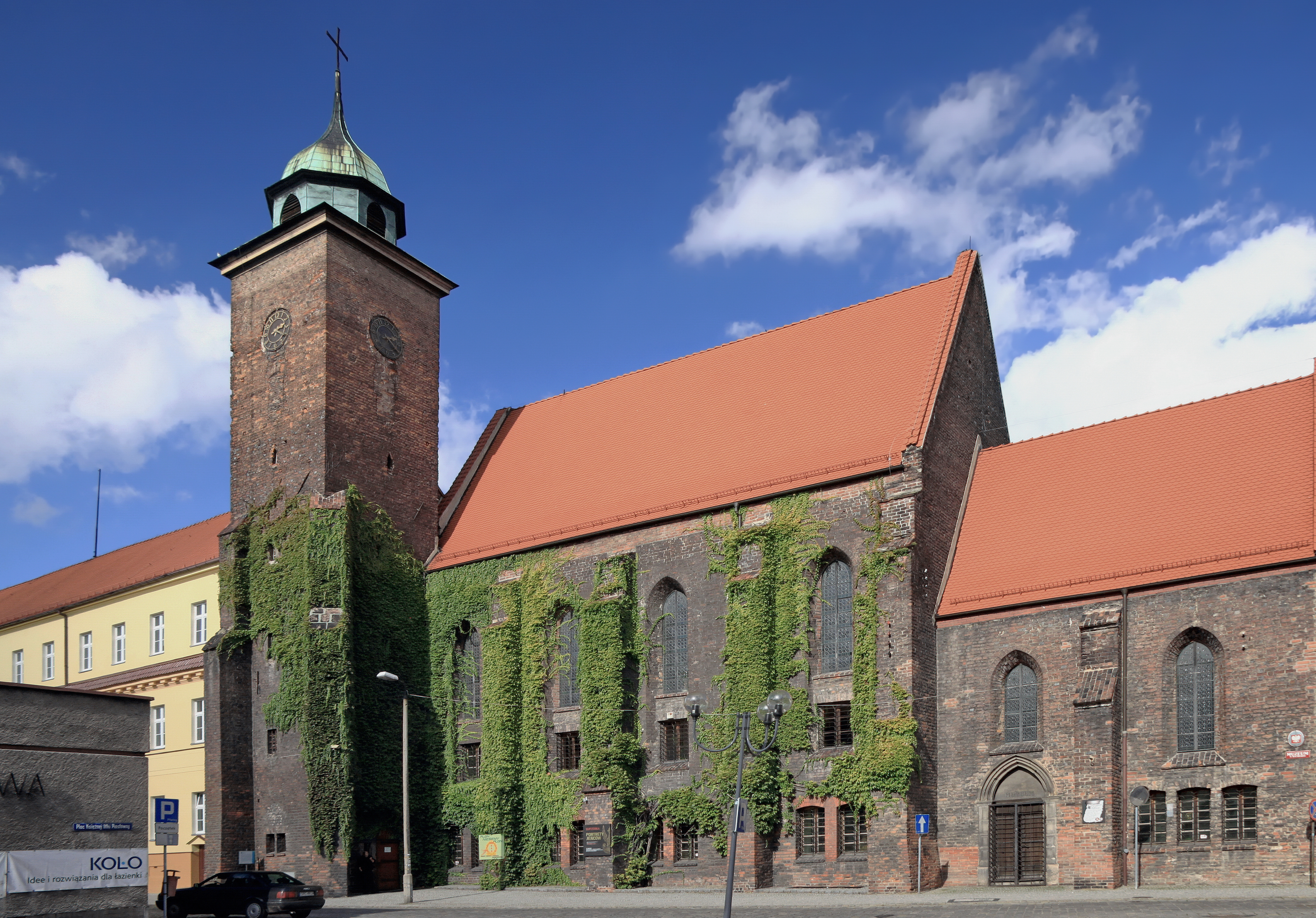
Bývalý kostel sv. Ducha – městské muzeum

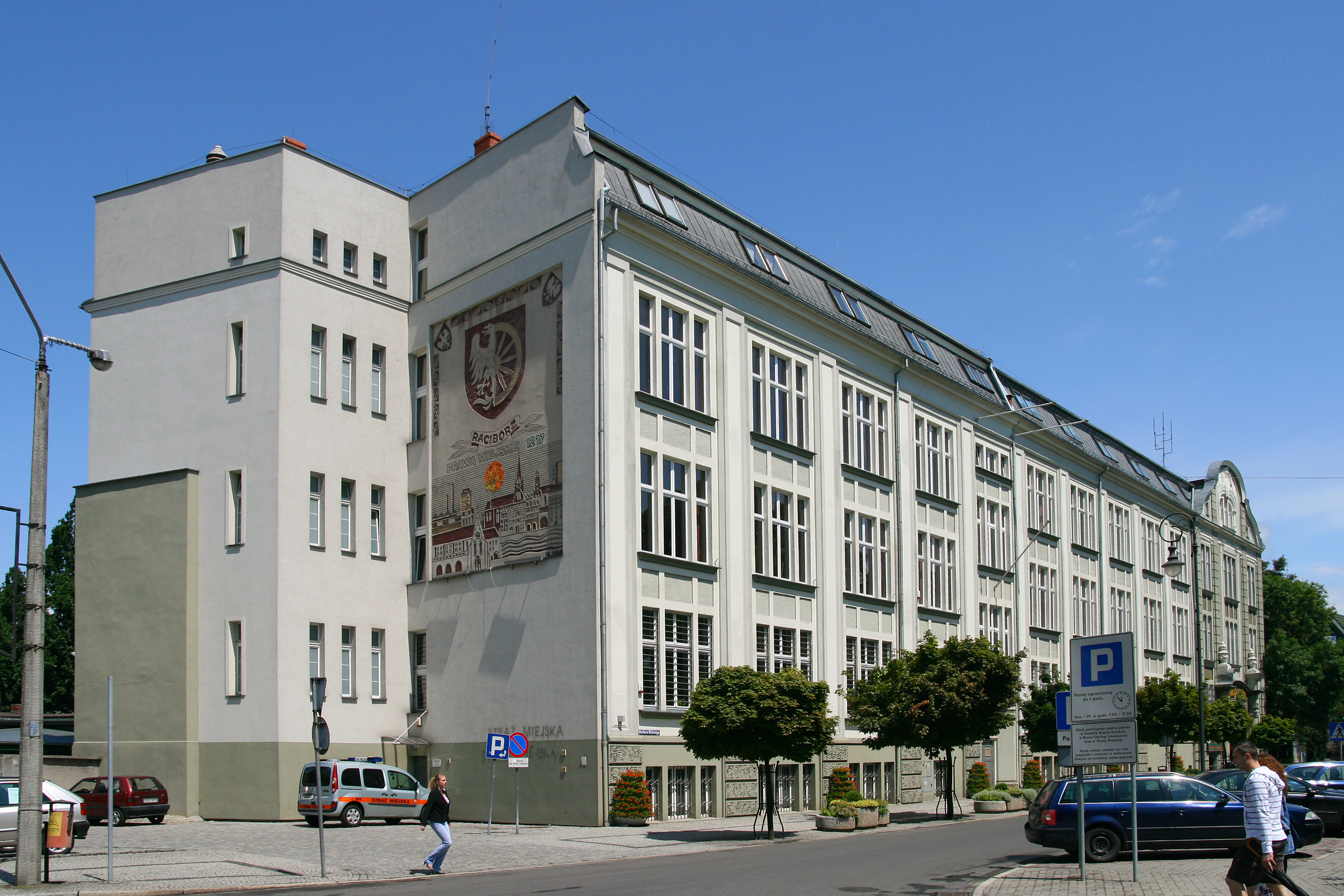
Sídlo městského úřadu

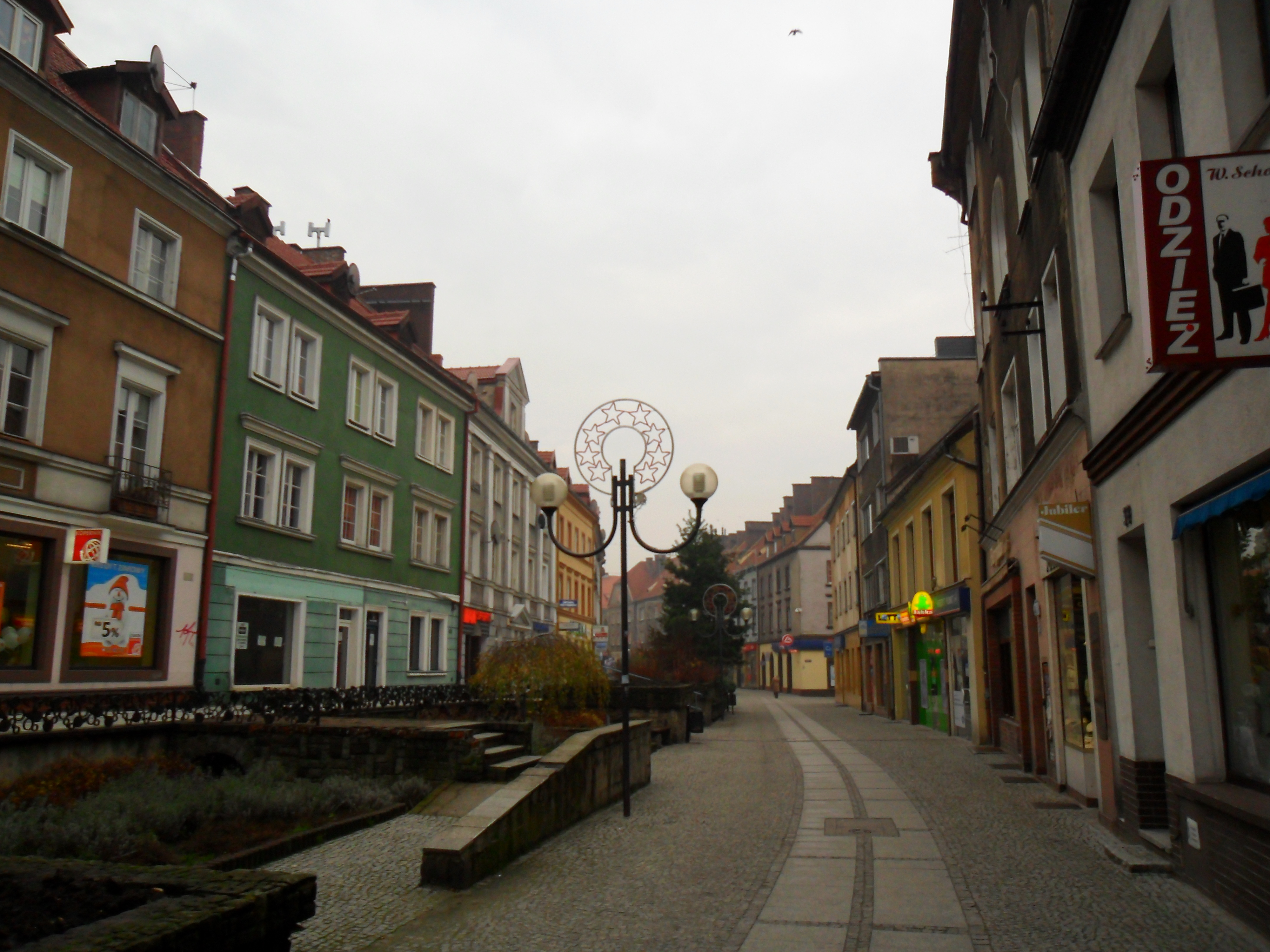
Dlouhá ulice

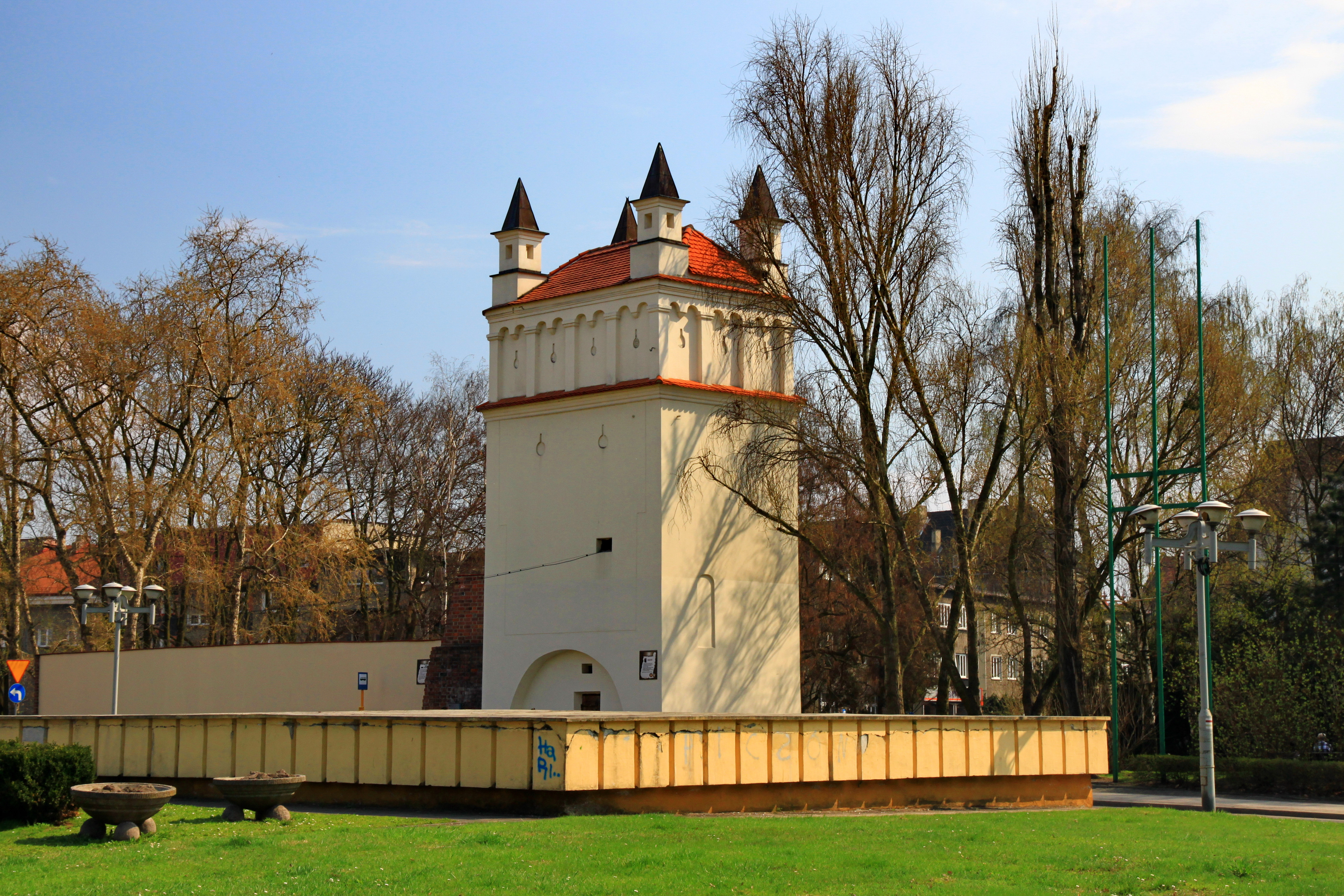
Vězeňská bašta

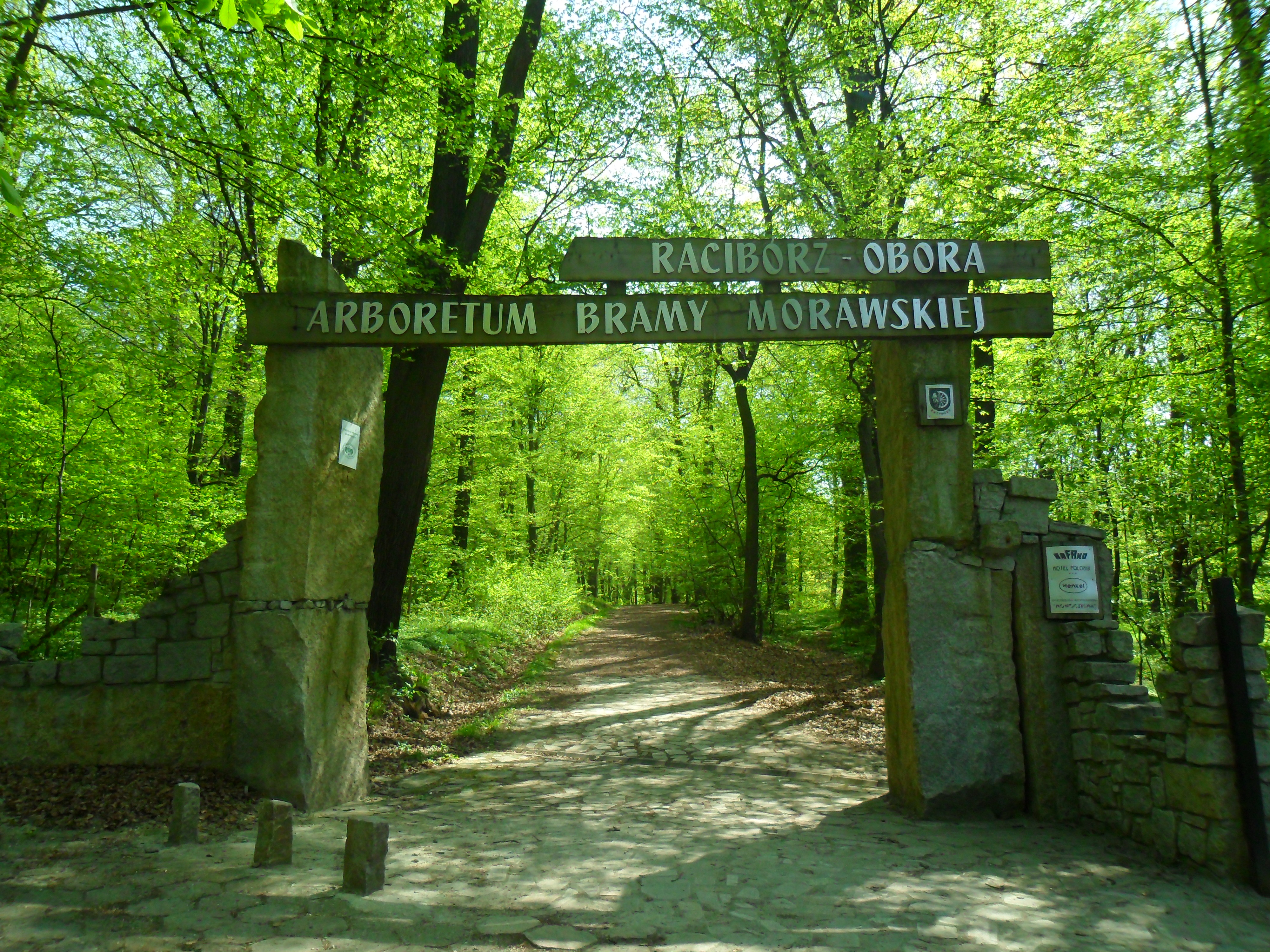
Vchod do Arboreta Moravské brány

Ratiboř (polsky Racibórz, německy Ratibor, slezsky Racibōrz, slezskoněmecky Rattebor) je město v jižním Polsku ve Slezském vojvodství, sídlo okresu Ratiboř. Leží na řece Odře ve vzdálenosti 10 km od českých hranic a 28 km severně od Ostravy. Je vedle Opolí jednou ze dvou historických metropolí Horního Slezska a spolu s Opavou sídlem euroregionu Silesia. V roce 2023 zde žilo 49 650 obyvatel. Jedná se o významné středisko německé menšiny v Polsku, k níž se při sčítání lidu 2011 hlásilo 9,7 % obyvatel okresu Ratiboř, a také město se silnou slezskou identitou – ke slezské národnosti se v témž sčítání hlásilo 22,8 % obyvatel, ale většina z nich se také přihlásila k polské národnosti, takže 87,4 % obyvatel okresu se přihlásilo k polské národnosti (v Polsku lze uvést dvě národnosti).
Z geomorfologického hlediska se většina území města rozkládá na Slezské nížině, přesněji v Ratibořské kotlině.

## Historie
Ratiboř patří k nejstarším městům ve Slezsku. Na pravém břehu Odry ležící Ratibořský hrad i s předhradím Ostrog měl chránit říční brod na důležité obchodní stezce z Moravy do Krakova. Poprvé jej zmiňuje Gallus Anonymus v roce 1108 v souvislosti s výpravou Boleslava Chrabrého do Moravy.
Na základě kladského míru z roku 1137, který specifikoval moravsko-slezskou hranici na Cině, připadla Ratiboř polskému knížeti Boleslavu III. Křivoústému. Ten o rok později zemřel a rozdělil království mezi syny – Slezsko získal Vladislav II. Vyhnanec a stal se tak zakladatelem slezské větve Piastovců. Dalším dělením mezi Vladislavovy potomky vzniklo roku 1172 samostatné Ratibořské knížectví zahrnující v té době rovněž Těšínsko, Osvětimsko a Kozelsko. Prvním ratibořským knížetem byl Měšek I. Křivonohý. Ratibořské knížectví bylo roku 1202 sloučeno s Opolskem (tzv. Opolsko-ratibořské knížectví) a po smrti Vladislava I. Opolského v roce 1281 se opět osamostatnilo. V té době začalo sbližování slezských knížectví s českým státem. Přemysl Ratibořský roku 1292 složil lenní hold českému králi Václavovi II. a jeho syn Lešek opět v roce 1327 složil lenní slib Janu Lucemburskému. Od té doby Ratiboř patřila pod Země Koruny české. Roku 1336 Lešek zemřel a Jan Lucemburský knížectví udělil opavskému vévodovi Mikuláši II. z vedlejší větve Přemyslovců. Tak došlo k sloučení Ratibořska s Opavskem, které trvalo až do roku 1377. Poslední Přemyslovec Valentin Hrbatý uzavřel v roce 1511 dědickou smlouvu s Janem II. Dobrým a Jiřím Braniborsko-Ansbašským, v důsledku které Opolsko a Ratibořsko – opět a tentokrát natrvalo sloučené roku 1521 – připadly Hohenzollernům a později se dostaly pod přímou vládu Habsburků.
Samotné město vzniklo na protějším břehu Odry a získalo městské výsady v roce 1217 podle vlámského práva (roku 1299 nahrazené magdeburským). Zakladateli Ratiboře byli osadníci z německých zemí a Nizozemí a až do 20. století si město uchovalo převážně německý charakter. Ve středověku se jednalo o jedno z největších měst ve Slezsku – odhady mluví o třech tisících obyvatel ve 14. století. Dlouholeté období prosperity města ukončila až třicetiletá válka, během níž byla Ratiboř několikrát těžce poničena.
Po první slezské válce v roce 1742 připadla Ratiboř spolu s většinou Slezska Prusku. V 18. století byla Ratiboř součástí daňové inspekce v Prudníku. V pruském a později německém státě byla od roku 1816 sídlem okresu, k němuž patřilo také Hlučínsko. Významným milníkem v dějinách města byla výstavba Vilémovy dráhy (Opolí – Ratiboř – Bohumín) v letech 1846–1848, jež byla součástí tehdy nejkratšího železničního spojení mezi Vídní a Berlínem. To přispělo k rozvoji průmyslu – za zmínku stojí mj. továrna na čokoládu Franze Sobtzicka (1868, v současnosti cukrářské závody Mieszko) nebo továrna na uhlíkové elektrody Hardtmuth (1895, dnes Cobex). V roce 1890 ve městě žilo 20 737 obyvatel, z toho 88 % Němců. Po připojení obcí Bosatz (1900), Altendorf (1902), Ober-Ottitz (1909) a Plania (1910) stoupl počet obyvatel na 38 424.
Po první světové válce se etnicky smíšené Ratibořsko stalo předmětem územních sporů mezi Německem, Polskem a Československem. 20. března 1921 se konal plebiscit, který měl rozhodnout o rozdělení Horního Slezska mezi Německo a Polsko. 87,98 % voličů v obvodu Ratiboř-město se vyslovilo pro setrvání v Německu. Po konečném rozdělení regionu v roce 1922 probíhala nová státní hranice pouhé tři kilometry východně od Ratiboře – dnešní městská část Brzezie už patřila Polsku. Zároveň byla Československu bez plebiscitu přiznána jižní část ratibořského okresu – Hlučínsko.
V roce 1927 byly k městu přičleněny obce Studen, Proschowitz a Ostrog. Mezi lety 1934 až 1942 došlo v rámci protipovodňové ochrany k vytvoření nového koryta Odry východně od města, v důsledku čehož se Plania a Ostrog ocitly na umělém ostrově mezi novým a původním korytem Odry.
Dvouměsíční sovětské obléhání od 29. ledna do 31. března 1945 (dělostřelba a letecké bombardování) a následná devastace dobytého města sovětskými jednotkami obrátily Ratiboř v trosky. Bylo zničeno až 85 % zástavby. Po druhé světové válce se Ratibořsko opět stalo předmětem sporu, tentokrát mezi Polskem a Československem. Československé jednotky byly připraveny obsadit území a 10. května se začala v Ratiboři organizovat československá okresní správa, nakonec bylo ovšem Sověty rozhodnuto o předání moci na celém bývalém německém území Polsku. V následujících letech byl proveden částečný odsun německého obyvatelstva, včetně německy smýšlejících Moravců. Nemalá část jich však zůstala a Ratibořsko je dodnes významným střediskem německé menšiny v Polsku.
V rámci poválečné obnovy městského centra vznikla nová zástavba hlavního náměstí a Dlouhé ulice (Długa) ve stylu socialistického realismu. V roce 1949 vznikla továrna na parní kotle Rafako (zkratka z Raciborska Fabryka Kotłów). Od roku 2019 je Rafako, které prošlo po pádu socialismu úspěšnou transformací, také výrobcem elektrobusů. Dalšími velkými ratibořskými podniky jsou Kolzam – původně železniční opravny, které od roku 1973 také vyrábějí železniční vozidla – a chemické závody Pollena založené na bázi předválečné továrny na mýdlo Adolfa Hofmanna, nyní součást koncernu Henkel. Současnou rozlohu získala Ratiboř v roce 1975 připojením vesnic Brzezie, Miedonia, Sudół a Markowice. Teprve po připojení těchto obcí dosáhl počet obyvatel města předválečného stavu (51 tisíc v roce 1933, 46 tisíc v roce 1975).
Během povodně v roce 1997 byla Ratiboř jednou z nejvíce zasažených oblastí. 9. července 1997 došlo k zaplavení až 60 % území města, v centru a ve čtvrtích Ostróg (Ostrog) a Płonia (Plania) voda místy dosahovala prvního patra. Pro zvýšení povodňové ochrany začala v roce 2012 výstavba poldru Racibórz, při které zanikly vesnice Nieboczowy a Ligota Tworkowska.

### Obyvatelstvo
| Rok  | Obyvatel |
| ---- | -------- |
| 1749 | 1 564    |
| 1765 | 2 410    |
| 1786 | 2 940    |
| 1800 | 3 024    |
| 1818 | 4 655    |

| Rok  | Obyvatel |
| ---- | -------- |
| 1825 | 5 315    |
| 1834 | 6 288    |
| 1840 | 7 022    |
| 1843 | 7 424    |
| 1849 | 8 499    |

| Rok  | Obyvatel |
| ---- | -------- |
| 1855 | 9 962    |
| 1861 | 11 794   |
| 1880 | 18 373   |
| 1885 | 19 524   |
| 1890 | 20 737   |

| Rok  | Obyvatel |
| ---- | -------- |
| 1910 | 38 424   |
| 1919 | 36 994   |
| 1925 | 49 959   |
| 1933 | 51 680   |
| 1939 | 49 725   |

| Rok  | Obyvatel |
| ---- | -------- |
| 1975 | 45 900   |
| 1983 | 58 800   |
| 1990 | 63 000   |
| 1995 | 65 041   |
| 2000 | 60 741   |

| Rok  | Obyvatel |
| ---- | -------- |
| 2005 | 57 755   |
| 2017 | 55 189   |

## Památky a turistické zajímavosti
- Hrad – původně opevněný hrad střežící brod přes Odru na obchodní stezce z Moravy do Krakova, od roku 1137 sídlo ratibořských knížat; od 16. století, kdy bylo Ratibořsko sloučeno s Opolskem a podřízeno přímo Habsburkům, se na mnohokrát přestavovaném hradě vystřídala řada správců, mj. z rodu Oppersdorfů; v 18. století ztratil význam jako šlechtická rezidence a sloužil různým účelům; po velkém požáru v roce 1858 bylo jižní křídlo strženo a na místě severního a západního křídla byla postavena nová budova pivovaru; z původního hradu zbylo východní křídlo, brána a gotická kaple svatého Tomáše z Canterbury; po druhé světové válce byly v prostorách hradu byty a sídlo městského archivu; po náročné rekonstrukci dokončené roku 2012 se na hradě otevřelo kulturní centrum Zamek Piastowski; pivovar je stále v provozu a vyrábí pivo Raciborskie;
- Hlavní náměstí (Rynek) – z původní zástavby (po válce částečně doplněné novostavbami ve stylu socialistického realismu) se dochoval morový sloup z roku 1727 se sochou Panny Marie Neposkvrněné na vrcholu a dále sochami sv. Floriána, sv. Šebestiána a patrona Ratiboře sv. Marcella na podstavci, a také dva gotické kostely: původně dominikánský kostel sv. Jakuba (zde se konají bohoslužby i v němčině) a farní kostel Nanebevzetí Panny Marie;
- Bývalý klášter dominikánek s kostelem sv. Ducha (ulice Gimnazjalna 1) – gotická stavba původně ze 14. století, která po rozpuštění řádu sloužila od roku 1813 jako evangelický kostel a roku 1927 byla přestavěna na městské muzeum; nejvzácnějším exponátem muzea je 2800 let stará mumie dvacetileté ženy jménem Džed-Amonet-jus-anch přivezená z Egypta Anselmem Salomonem von Rotschildem a darovaná v roce 1860 Evangelickému gymnáziu v Ratiboři, které disponovalo vlastní muzejní sbírkou;
- Vězeňská bašta ze 16. století a další pozůstatky městských hradeb poblíž ulic Basztowa a Drzymały;
- Dům svaté Notburgy (náměstí Króla Jagiełły 1-3) – novogotický areál pečovatelského domu pro ženy vzniklý v roce 1892 na podnět kněze Hermanna Schaffnera a rozšířený v roce 1902; dodnes plní svou původní funkci, spravuje ho ženský církevní řád Sester Marie Neposkvrněné;
- Budova okresního soudu (ulice Nowa 29) – klasicistní stavba od Karla Friedricha Schinkela z roku 1826 (původně Vyšší zemský soud pro Hornoslezskou provincii);
- Věznice (ulice Eichendorffa 14) – novogotická, postavena v letech 1843–1851;
- Lokomotiva Halinka – parní úzkorozchodná lokomotiva Tw53 z roku 1953 trvale umístěná před ratibořskou nádražní budovou; je pojmenována podle dlouholeté zástupkyně přednosty stanice Haliny Tarkotové;
- Pomník Matky Polky – Pomnik Matki Polki, bronzová plastika vysoká 6,7 m, umístěná na náměstí Plac Mostowy u řeky Odry;
- Park města Roth – hlavní městský park o rozloze 5,46 ha, nachází se jižně od historického centra, byl založen v roce 1920 a roku 1959 rozšířen o sousední pozemek zrušeného katolicko-evangelického hřbitova; je pojmenován podle partnerského města Roth ve Středních Francích; pro park a jeho okolí jsou charakteristické v hojném počtu vysazené magnolie;
- Arboretum Moravské brány – bývalý knížecí les Obora rozkládající se mezi městskými částmi Dębicz a Markowice odkoupený městem v roce 1928; nyní je 164 ha lesa rozděleno na dvě části: 35 ha tvoří klasická dendrologická zahrada i s mini-zoo a rekreačním zázemím, zbytek je přírodní rezervace se dvěma naučnými stezkami;
- Přírodní rezervace Łężczok – na severním okraji města, vytvořená pro ochranu původního lužního lesa a cisterciáckých rybníků; je domovem pro 249 druhů ptáků, několik set druhů bezobratlých a 46 druhů savců, a také pro více než 400 druhů rostlin; je součástí CHKO Cisterciácké krajinné kompozice Velkých Rud

## Doprava

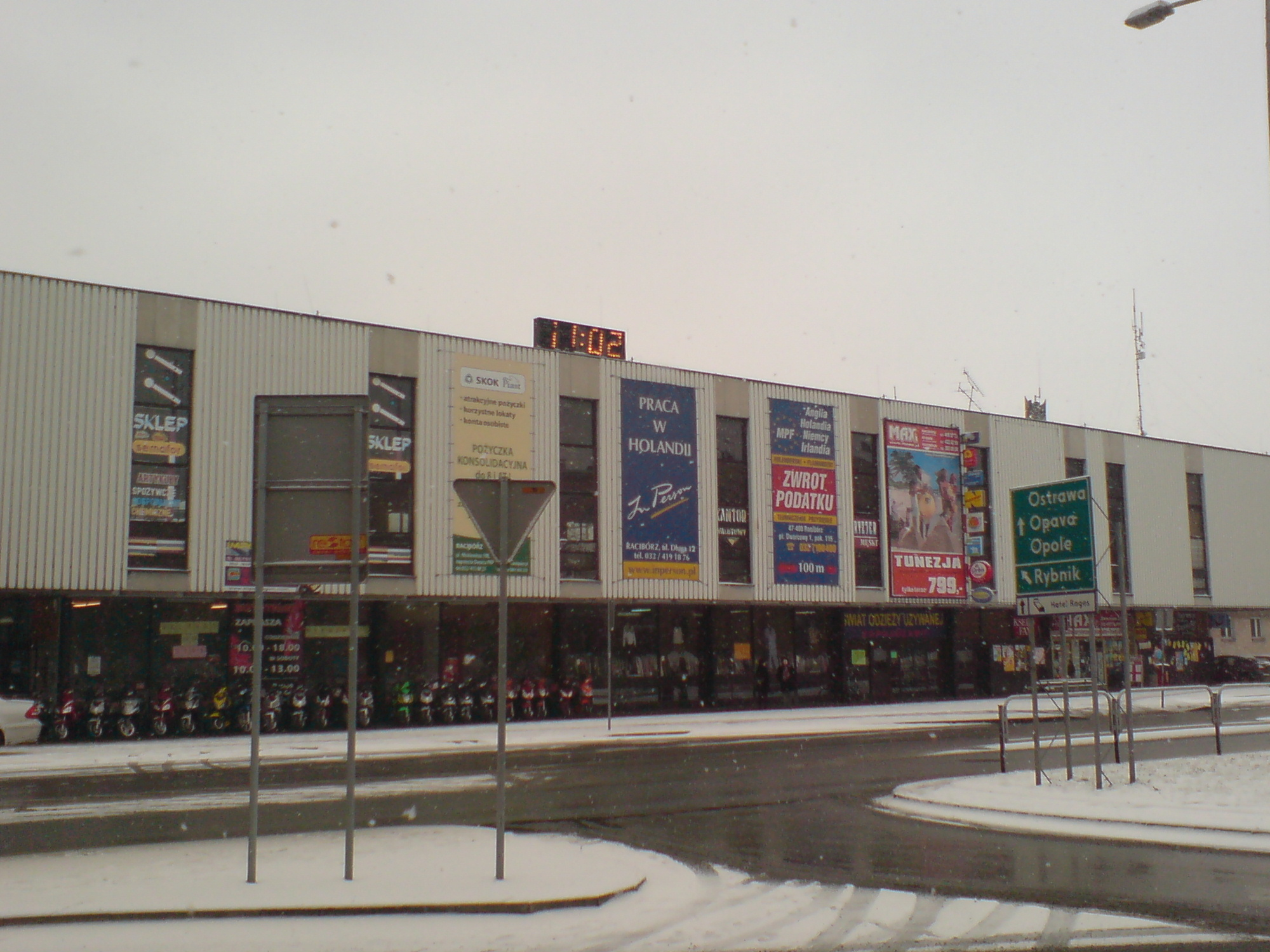
Ratibořské nádraží

Historicky byla Ratiboř železničním uzlem regionálního významu. V současnosti je ovšem pravidelný osobní provoz pouze na trati č. 151 Kandřín-Kozlí – Bohumín, na které se nachází stanice Racibórz (hlavní ratibořské nádraží) a zastávka Racibórz Markowice. Přímé vlakové spojení má Ratiboř mj. s Bohumínem, Opolím, Katovicemi, Rybnikem, Bílskem-Bělou a Vratislaví. Od roku 2018 zde zastavují i vlaky NightJet Berlín – Vídeň. Trať č. 177 do Hlubčic se zastávkou Racibórz Studzienna slouží od roku 2000 jenom nákladní dopravě. Úplně zlikvidovány byly trať č. 176 spojující Racibórz Markowice přes Brzezie s Olzou (2015) a trať č. 193 do Křenovic (1994), která navazuje na české straně na železniční trať Kravaře ve Slezsku – Chuchelná.
Přes Ratiboř prochází státní silnice č. 45 Opolí – Chałupki/Bohumín, a také okresní silnice do Rybniku (935), Hlivic (919), Ketře (416), Křenovic (917) a směrem na Opavu (916).
Městskou autobusovou dopravu zajišťuje Przedsiębiorstwo Komunalne (Komunální podnik) na deseti denních linkách. Příměstská doprava je v gesci dopravního podniku PKS Racibórz.

## Osobnosti města

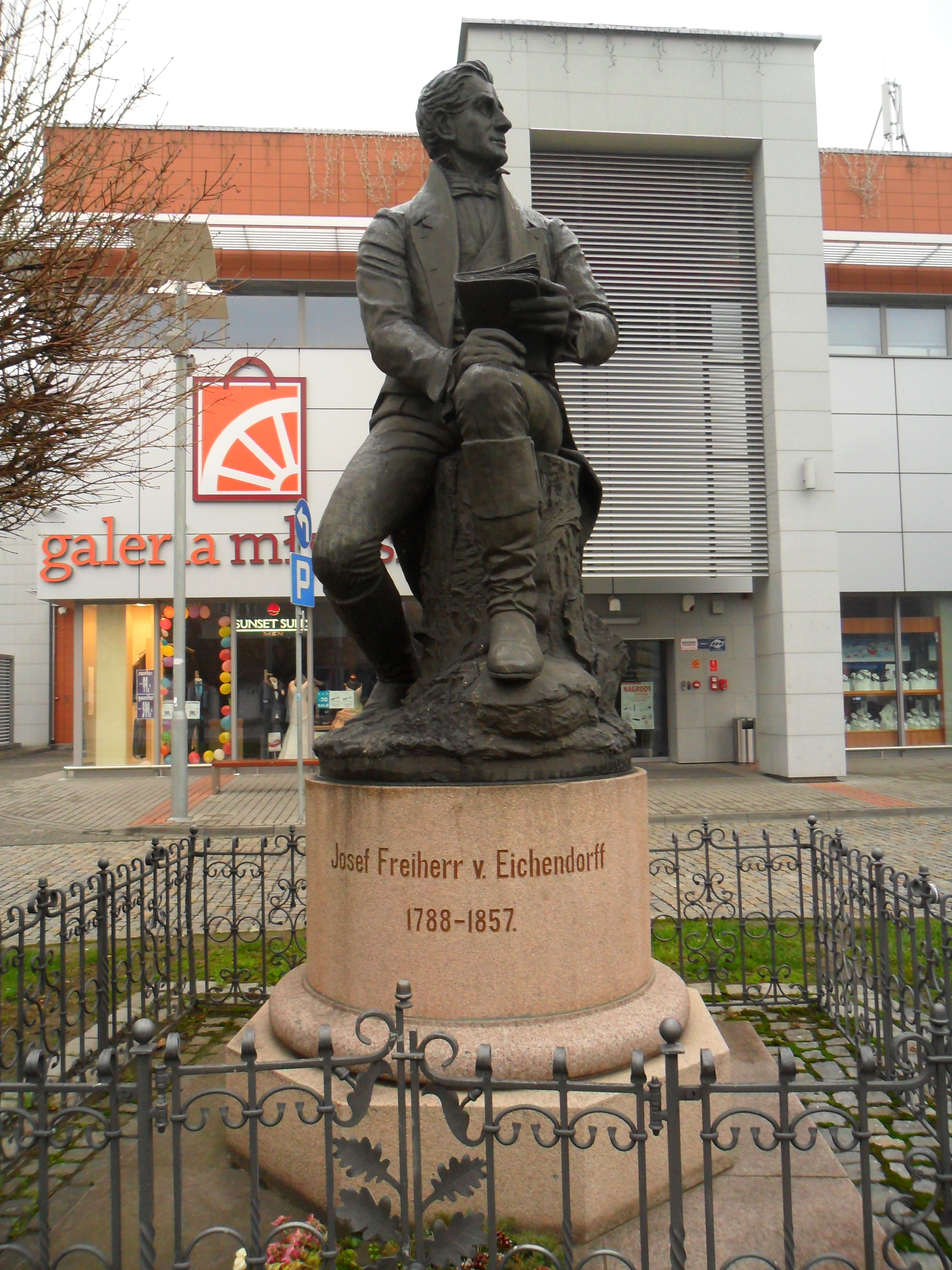
Pomník Josepha von Eichendorffa

- Alberik Mazák (1609–1661), česko-rakouský hudební skladatel
- Joseph von Eichendorff (1788–1857), německý básník a spisovatel
- Ludwig Traube (1818–1876), německý patolog
- Moritz Traube (1826–1894), německý chemik
- Adolf Baginsky (1843–1918), německý pediatr
- Eufemia von Adlersfeld-Ballestrem (1854–1941), německá spisovatelka
- Arnold Mendelssohn (1855–1933), německý komponista a učitel hudby
- Hermann Traube (1860–1913), německý mineralog
- Friedrich Karl Johannes Thiele (1865–1918), německý chemik
- Wilhelm Traube (1866–1942), německý chemik
- Max Berek (1886–1949), německý optik
- Augustin Souchy (1892–1984), německý anarchista a antimilitarista
- Joseph Schacht (1902–1969), britsko-německý orientalista
- Herbert Hupka (1915–2006), německý politik a čestný občan Ratiboře
- Claus Ogerman (1930–2016), německý a americký (USA) hudební skladatel a aranžér
- Sebastian Tyrala (* 1988), německo-polský fotbalista hrající za Borussia Dortmund

## Partnerská města
- Kaliningrad, Kaliningradská oblast, Rusko
- Kandřín-Kozlí, Opolské vojvodství, Polsko
- Leverkusen, Severní Porýní-Vestfálsko, Německo
- Opava, Moravskoslezský kraj, Česko
- Ostrava-Poruba, Moravskoslezský kraj, Česko
- Roth bei Nürnberg, Bavorsko, Německo
- Tysmenytsia, Ivanofrankivská oblast, Ukrajina
- Wrexham, Spojené království